# بتانیا (ماداگاسکار)
بتانیا (به لاتین: Betania) یک منطقهٔ مسکونی در ماداگاسکار است که در منابه واقع شده‌است. بتانیا ۲٬۴۰۰ نفر جمعیت دارد و ۸ متر بالاتر از سطح دریا واقع شده‌است.